# 满江红 (2023年电影)
《满江红》（英語：Full River Red）是2023年中国大陆历史悬疑喜剧电影，由张艺谋执导，沈腾、易烊千玺领衔主演，张译、雷佳音、岳云鹏、王佳怡主演；定于2023年1月22日春节上映。電影名稱來自於岳飛的詞《满江红·写怀》。
《满江红》上映後，在中國取得商業佳績，總票房突破45亿元人民币。

## 剧情
南宋绍兴年间，岳飞死后四年，秦桧率兵与金国会谈。会谈前夜，金国使者死在宰相驻地，所携密信也不翼而飞。小兵张大（沈腾 饰）与亲兵营副统领孙均（易烊千玺 饰）机缘巧合被裹挟进这巨大阴谋之中，宰相秦桧（雷佳音 饰）命两人限一个时辰之内找到凶手。伴随危机四伏的深入调查，宰相府总管何立（张译 饰）、副总管武义淳（岳云鹏 饰）、舞姬瑶琴（王佳怡 饰）等人卷入局中，案件的背后似乎隐藏着一场更大的阴谋。局中有局、人心叵测，一夜之间风云变幻，各方势力暗流涌动……

## 演员
| 姓名     | 角色   | 介绍           |
| 沈腾     | 张大   | 小兵           |
| 易烊千玺 | 孙均   | 亲兵营副统领   |
| 张译     | 何立   | 宰相府总管     |
| 雷佳音   | 秦桧   | 南宋宰相       |
| 王佳怡   | 瑶琴   | 舞姬           |
| 岳云鹏   | 武义淳 | 宰相府副总管   |
| 潘斌龙   | 丁三旺 | 打更兵         |
| 余皑磊   | 刘喜   | 马夫           |
| 郭京飞   | 王彪   | 亲兵营统领     |
| 欧豪     | 郑万   | 禁军磐龙营副将 |
| 魏翔     | 哈登   | 金国传译       |
| 张弛     | 陈亮   | 左卫           |
| 黄炎     | 胡永   | 右卫           |
| 许静雅   | 蓝玉   | 侍女           |
| 蒋鹏宇   | 绿珠   | 侍女           |
| 林博洋   | 柳燕   | 舞姬           |
| 飞凡     | 青梅   | 舞姬           |
| 任思诺   | 桃丫头 | 刘喜女儿       |
| 陈永胜   | 传令兵 |                |
| 张壹男   | 陈锡   | 书记官         |

## 制作
本片于2022年6月26日官宣开机。同年8月结束拍摄杀青。本片的取景地为山西省太原古县城。

## 发行
2022年11月11日亮相第31届金鸡百花电影节推介会。同年12月27日发布预告片，并宣布定档2023年大年初一。同年12月29日官宣演员全阵容。2023年1月5月公布全员角色名。2023年3月2日在香港、澳门上映。2023年3月17日，在美国上映。

## 反响
本片上映后，引发了游客游岳庙的热潮。2023年1月25日，汤阴县向全国游客推出出游福利，凡在岳飞庙景区入门处熟练背诵《满江红》的游客，可免费遊岳飞庙景区；凭全市各影院观看电影《满江红》票据参观景区，首道门票可按10元优惠价购买（原价38元）。而杭州岳王庙也迎来大量游客到访。同时有大量游客排长队，在河南省淮阳古城北龙湖之畔的太昊伏羲陵打“秦桧”。

### 票房
中国大陆上映首日（2023年1月22日）票房突破3亿元人民币，上映2天票房破8亿元人民币。1月26日，实时票房破20亿元人民币。1月29日上映8天，票房破30亿元人民币，成为中国内地电影票房第16部破30亿的电影。2月6日上映16天，票房破40亿元人民币，成为内地票房第9部40亿电影。3月10日，票房突破45亿元人民币，成为内地最高最高电影票房排行榜第6名。
| 上一届： 《流浪地球2》 | 2023年中國內地一週票房冠軍 第4-5週 | 下一届： 《流浪地球2》 |

## 奖项
| 年份 | 影展                             | 奖项             | 入围者     | 结果 |
| ---- | -------------------------------- | ---------------- | ---------- | ---- |
| 2023 | 第18届中国长春电影节金鹿獎       | 最佳导演         | 张艺谋     | 提名 |
| 2023 | 第18届中国长春电影节金鹿獎       | 最佳男演员       | 易烊千玺   | 獲獎 |
| 2023 | 第18届中国长春电影节金鹿獎       | 最佳女演员       | 王佳怡     | 提名 |
| 2023 | 第十届丝绸之路国际电影节金丝路奖 | 最佳导演         | 张艺谋     | 獲獎 |
| 2023 | 第36屆中國電影金雞獎             | 最佳男配角       | 雷佳音     | 提名 |
| 2023 | 第36屆中國電影金雞獎             | 最佳音乐         | 韓紅       | 提名 |
| 2024 | 第17屆亞洲電影大獎               | 最佳男主角       | 沈騰       | 提名 |
| 2024 | 第42屆香港電影金像獎             | 最佳亞洲華語電影 | 《满江红》 | 提名 |
| 2024 | 第37届大众电影百花奖             | 最佳男主角       | 易烊千玺   | 提名 |
| 2024 | 第37届大众电影百花奖             | 最佳男配角       | 张译       | 提名 |

## 争议
2023年1月24日，一名微博用户在新浪微博上发表了图片，图中显示该用户在线上购买了同为2023年中国大陆春节档电影《流浪地球2》的电影票，却被影院方以“设备故障”为由取消放映并退款。但该用户发现被取消的场次并没有中止放映，而是放映了电影《满江红》。该微博迅速引发关注，不少网友表示该现象较为普遍，甚至有网友认为电影院此举是片方“资本操控”并质疑票房造假。1月26日，《满江红》制作方在官方微博发布声明，称对于《满江红》所被指责诸如“幽灵场”“偷票房”“买票房”“资本操控”“抄袭”等均为无稽之谈，并将通过法律手段维护片方权益。
该片电影海报出现多处繁体字误用，宣传文案出现诸如“不忘靖‘康耻’”的语言表达问题，书法使用不合影片主题的瘦金体引发争议。《文汇报》評論員黄启哲批評電影的宣發缺乏常識，電影官方微博的宣傳文案「看似精致华美，却莫名其妙的文案，全然不顾文史与逻辑常识」。片方后移除了争议文案，并更换了字体。
2023年2月13日，一众筹网站发布了“电影《满江红》官方授权周边衍生品”项目。网站显示，该项目的基础目标金额为10万元，若众筹金额超30万元，将赠送Q版书签一套，超60万元将解锁“御赐令牌”，满100万元可解锁神秘赠品。其中“令”牌香薰扩香石，是以电影中主角张大所使用的令牌为原型按照1:1比例制作的，但上面写有“宰相通令，全军提调”的字样，在影片中也是秦桧赐给张大查案的信物；而“瑶琴”“青梅”是惨死秦桧手中的两个歌女的名字。而以电影场景中的中式大院元素设计的“红了樱桃”创意沙漏，其造型也被认为容易让人联想到岳飞被冤死的“风波亭”。另有网民指出，解锁福利有Q版秦桧的书签。这些衍生产品引发网民批评，认为“是在萌化秦桧”。2月14日，《满江红》周边活动表示，称由于产品设计和创意初衷与部分网友理解存在偏差，给网络舆论带来不好影响，对此深表歉意，决定下架众筹活动。

## 注解
1. ↑  截至2023年3月12日